# پالایشگاه دوم مجتمع گازی پارس جنوبی
پالایشگاه دوم عنوان دومین پالایشگاه از پالایشگاه‌های گاز پارس جنوبی می‌باشد که طرح توسعه فازهای ۲و۳ در آن اجرا شده‌است.

## موقعیت
پالایشگاه فازهای ۲و۳ واقع در عسلویه در زمینی به مساحت ۱۵۰ هکتار، در مجاورت ساختمان سازمان منطقه ویژه اقتصادی انرژی پارس واقع شده‌است.

## ظرفیت
- روزانه ۵۶ میلیون متر مکعب گاز مصرفی شهری
- روزانه ۸۰ هزار بشکه میعانات گازی
- روزانه ۴۰۰ تن گوگرد

دو سکوی تولید و برداشت گاز از ۲۰ حلقه چاه‌

## تاریخ شروع
ششم مهر ۱۳۷۶

## تاریخ راه‌اندازی
واحد تصفیه شماره یک اسفند ۸۰، واحد تصفیه شماره دو تیر ۸۱، واحد تصفیه شماره سه مرداد ۸۱، واحد تصفیه شماره چهار شهریور ۸۱.
این پالایشگاه در بهمن ۱۳۸۱ با حضور رئیس جمهور وقت، محمد خاتمی، به‌طور رسمی افتتاح گردید.

## پیمانکار (پیمانکاران- مشارکت)
- توتال فرانسه ۴۰ درصد
- گازپروم روسیه ۳۰ درصد
- پتروناس مالزی ۳۰ درصد[۵]

حداکثر نیروی شاغل در طول اجرای پروژه ۱۰۶۰۰ نفر متشکل از ۴۷ درصد بومی و ۵۳ درصد غیربومی بودند.

## منظر اقتصادی و سیاسی
مدیر پالایشگاه دوم مجتمع گاز پارس جنوبی با اشاره به میزان اثربخشی صددرصدی این پالایشگاه در دو سال متوالی، از ثبت رکورد تولید ۲۰٫۷ میلیارد متر مکعب گاز در سال ۹۳ خبر داد.